# ماجراهای رونالد و مادرش
ماجراهای رونالد و مادرش نام یک مجموعهٔ نمایشی تلویزیونی به کارگردانی «حسین پناهی» است که در سال ۱۳۶۶ تولید و در ۱۳ قسمت از شبکه ۱ سیمای جمهوری اسلامی ایران  پخش گردید.

## بازیگران و عوامل تولید

### بازیگران
- محسن قاضی‌مرادی
- حسین محب‌اهری
- باقر صحرارودی
- بیوک میرزایی
- علی اوسیوند
- علیرضا مرادی
- محمد کدخدایی
- علی پویان

### عوامل تولید
- نویسنده و کارگردان هنری: حسین پناهی
- کارگردان تلویزیونی: شیرین جاهد
- تهیه‌کننده: محمدعلی اسلامی
- فرمت تصویر: ۱۶ میلیمتری
- تعداد قسمت‌ها: ۱۳ قسمت
- مدت زمان: ۳۹۰ دقیقه
- محصول: گروه فیلم و سریال شبکه ۱ سیمای جمهوری اسلامی ایران
- سال تولید: ۱۳۶۶